# 하영득
하영득(河永得, ?~?)은 일제 강점기 시절 한국의 씨름 및 축구, 농구, 럭비, 권투, 유도 선수이다. 특히 그중에서도 무도계에서 큰 활약을 펼쳐 여러 대회에서 입상하였다ref. 또한 조선 무도관 소속으로 김윤근과 함께 유도 4단자리를 얻게 되어 화제가 되었다.